# Sanzisme
Le sanzisme (lire : « sans -isme ») est un mouvement artistique lyonnais né en 1948 à partir d'une exposition manifeste organisée dans la chapelle du lycée Ampère. Il ne se revendique d'aucun mouvement, le nom signifiant justement le refus des courants artistiques, qui se finissent alors tous en "-isme".

## Présentation
Fortement marquée par l'École de Paris et les débats autour de l'abstraction et de la figuration, cette génération d'artistes lyonnais de l'après-guerre regroupe de nombreuses personnalités diverses. Plus qu'un courant ou qu'une école, il s'agit plus d'un phénomène générationnel. Il regroupe des jeunes artistes pour la plupart marqués par l'enseignement d'Antoine Chartres, et qui pour certains se réclament d'une filiation avec Pierre Bonnard.
Les membres majeurs de cette épopée sont André Cottavoz, Jean Fusaro, Paul Philibert-Charrin, Pierre Doye, James Bansac, Françoise Juvin, Pierre Coquet et Jacques Truphémus.

## Origine de l'initiative
Au sortir de la guerre, un certain nombre de peintres lyonnais souhaitent s'élancer dans la vie professionnelle de peintres et exposent au sein de salon ou galeries lyonnaises.
Paul Philibert-Charrin expose depuis janvier 1946 à la galerie "Foklore" en compagnie d'André Cottavoz. En 1946 également, le salon du Sud-Est les accueille par l'entremise de Pierre Combet-Descombes, en compagnie de James Bansac, Paul Clair, Antoine Sanner et Jacques Truphémus.
Pierre Doye a exposé déjà a deux reprises à la galerie des Jacobins. Il expose avec Clair et Bansac en janvier 1948 au foyer des artistes. Cottavoz et Philibert-Charrin y exposent en mai de la même année, soutenus par René Deroudille et Jean-Jacques Lerrant.
L'ensemble de ces jeunes artistes sont soutenus par la plume de Marius Mermillon.

## Historique des expositions
Leur première exposition en tant que tel a lieu du 4 au 30 décembre 1948 dans la chapelle de la chapelle de la Trinité du lycée Ampère.
Une seconde et dernière exposition a lieu du 7 au 30 janvier 1950.

## Réception
La première exposition est bien accueillie par Marius Mermillon. En revanche, elle déplait à René Deroudille qui estime qu'ils courent derrière l'impressionnisme.

### Liste des membres

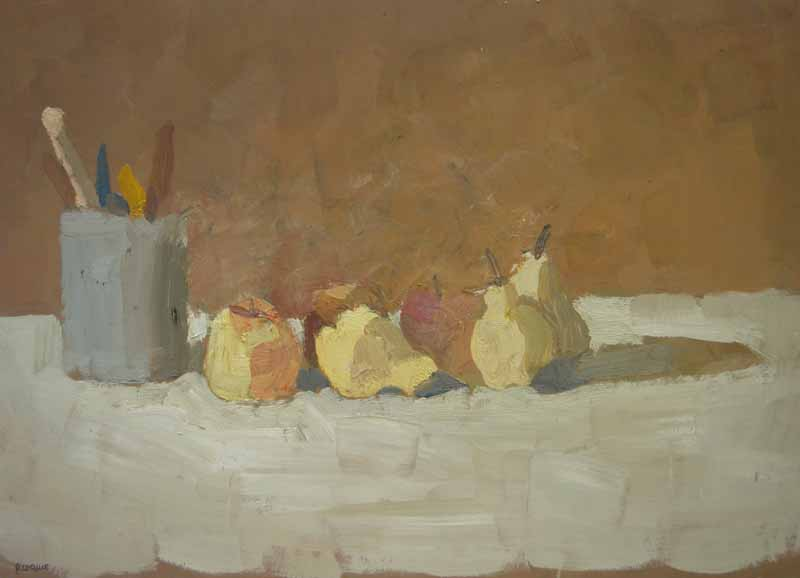
Nature morte de Pierre Coquet

- André Cottavoz
- Pierre Doye
- James Bansac
- Antoine Sanner
- Jacques Truphémus
- Jean Fusaro
- Philibert-Charrin
- Pierre Palué
- Jean Mélinand
- André Chaix
- Paul Clair
- Pierre Coquet
- Françoise Juvin
- Édouard Mouriquand, photographe
- Roger Bravard
- André Lauran

## Rétrospective
- 2010   - Une exposition est consacrée à ce groupe du 21 mars au 13 juin 2010 à la Maison Ravier à Morestel.